# アダム・ホルツマン
アダム・ホルツマン（Adam Holzman、1958年2月15日 - ）は、アメリカのジャズ・キーボード奏者。エレクトラ・レコードの創設者、ジャック・ホルツマンの息子である。

## 略歴
1980年代初頭、アダム・ホルツマンはテッド・ホールと共にフェンツ (The Fents)を結成した。1985年、トランペット奏者のマイルス・デイヴィスのアルバム『TUTU』でキーボードを演奏するために雇われ、それから4年間を共に過ごし、最終的にマイルスの音楽監督となった。マイルス・デイヴィスのコンサート・ビデオ『マイルス・イン・ミュンヘン 1987 (That's What Happened: Live in Germany 1987)』で、ホルツマンが演奏している姿を見ることができる。1990年代初頭には、バンド「モナリザ・オーヴァードライヴ」を結成。著作権の問題によりその名称を「Brave New World」へと変更した。
ホルツマンは、ボブ・ベルデン、トム・ブラウン、ウェイン・エスコフェリー、チャールズ・ファンブロー、アントン・フィグ、ロベン・フォード、ジェーン・ゲッター、ランディ・ホール、レイ・マンザレク、ジェイソン・マイルス、マーカス・ミラー、ミシェル・ペトルチアーニ、ウォレス・ルーニー、ステップス・アヘッド、グローヴァー・ワシントン・ジュニア、レニー・ホワイト、レイ・ウィルソン、スティーヴン・ウィルソンのサイドマンとしてパフォーマンスしている。これらのパフォーマーの多くの作品において、彼がプロデュースや、アレンジ、作曲を担当した。

## ディスコグラフィ

### リーダー・アルバム
- 『イン・ア・ラウド・ウェイ』 - In a Loud Way (1992年、Manhattan)
- 『ロー・オブ・フィジクス』 - Overdrive (1994年、Lipstick) ※日本盤はアダム・ホルツマンズ・モナリザ・オーヴァードライヴ名義の『The Laws of Physics』として発売
- Manifesto (1995年、Lipstick)
- The Big Picture (1997年、Escapade) ※Adam Holzman & Brave New World名義
- Rebellion (2001年、Big Fun Productions) ※Adam Holzman & Brave New World名義
- Live 1994 (2003年、AA)
- Neon Beef Thermometer: Live in New York (2004年、Big Fun Productions) ※Adam Holzman & Brave New World名義
- Jazz Rocket Science (2005年、Nagel-Heyer) ※Adam Holzman & Brave New World名義
- Spork (2010年、Big Fun Productions) ※Adam Holzman & Brave New World名義
- H3 (2012年、Composers Concordance Records)
- Parallel Universe: Solo Electronic Explorations (2013年、Composers Concordance Records)[3]
- The Deform Variations (2015年)
- Truth Decay (2018年、Big Fun Productions)

### 参加アルバム
ボブ・ベルデン
- 『ロクサーヌ〜ザ・ミュージック・オブ・スティング』 - Straight to My Heart: The Music of Sting (1991年)
- 『パープル・レイン』 - When the Doves Cry: The Music of Prince (1994年) ※マンハッタン・リズム・クラブ名義
- Shades of Blue (1996年)

マイルス・デイヴィス
- 『TUTU』 - Tutu (1986年)
- 『シェスタ』 - Music From Siesta (1987年)
- 『ライヴ・アラウンド・ザ・ワールド』 - Live Around the World (1996年) ※1987年-1991年録音
- 『ザ・コンプリート・マイルス・デイヴィス・アット・モントルー1973-1991』 - The Complete Miles Davis at Montreux 1973-1991 (2002年) ※1973年-1991年録音の内、1986年-1989年に参加。
- Munich Concert (1988年録音（ボーナストラックのみ1970年録音で不参加）、2005年発売)
- 『ザ・セラー・ドア・セッションズ1970』 - The Cellar Door Sessions 1970 (2005年) ※演奏には参加していない。
- 『マイルス・イン・ミュンヘン 1987』 - That's What Happened: Live in Germany 1987 (2009年) ※DVD
- 『ラバーバンド』 - Rubberband (2019年)

ジェーン・ゲッター
- Jane (1998年)
- See Jane Run (2005年)
- Three Jane (2012年)

ミシェル・ペトルチアーニ
- 『ミュージック』 - Music (1989年、Blue Note)
- 『ライヴ』 - Live (1991年、Blue Note)
- 『プレイグラウンド』 - Playground (1991年、Blue Note)

ウォレス・ルーニー
- 『ノー・ルーム・フォー・アーギュメント』 - No Room for Argument (2001年、Concord Jazz)
- Prototype (2004年、Highnote)
- Mystikal (2005年、Highnote)

グローヴァー・ワシントン・ジュニア
- 『ソウルフル・ストラット』 - Soulful Strut (1996年、Columbia)
- 『クリスマス・アルバム:ブレス・オブ・ヘブン〜ホリデイ・コレクション』 - Breath of Heaven: A Holiday Collection (1997年、Columbia)
- Trios (2004年)
- 『ラスト・ライヴ』 - Grover Live (2010年、Lightyear Entertainment)

スティーヴン・ウィルソン
- Catalog / Preserve / Amass (2012年)
- Get All You Deserve (2012年)
- Drive Home (2013年)
- 『レイヴンは歌わない』 - The Raven that Refused to Sing (And Other Stories) (2013年)
- 『ハンド・キャンノット・イレース』 - Hand. Cannot. Erase (2015年)
- 『トランシェンス』 - Transience (2015年) ※コンピレーション
- 『4 1/2』 - 4 1/2 (2016年) ※EP
- 『トゥ・ザ・ボーン 』 - To the Bone (2017年)
- 『ホーム・インヴェイジョン〜イン・コンサート・アット・ザ・ロイヤル・アルバート・ホール』 - Home Invasion: In Concert at the Royal Albert Hall (2018年)

その他
- レイ・マンザレク : 『カルミナ・ブラーナ』 - Carmina Burana (1983年)
- ランディ・ホール : Love You Like a Stranger (1988年)
- ステップス・アヘッド : 『ヴァイブ』 - Vibe (1994年)
- チャールズ・ファンブロー : Keeper of the Spirit (1995年)
- レニー・ホワイト : 『プレゼント・テンス』 - Present Tense (1995年)
- Various Artists : 『エンドレス・マイルス』 - Endless Miles: A Tribute To Miles Davis (1998年)
- デニス・チェンバース : 『ゲッティング・イーブン』 - Getting Even (1998年)
- トム・ブラウン : 『アール・アンド・ブラウン』 - R 'N' Browne (1999年)
- アントン・フィグ : Figments (2002年)
- レイ・ウイルソン : Change (2003年)
- ジェイソン・マイルス : Miles to Miles: In the Spirit of Miles Davis (2005年)
- ウェイン・エスコフェリー : The Only Son of One (2012年)[4]
- ラッシュ : 『西暦2112年 40周年デラックス・エディション』 - 2112 40th Anniversary (2016年)[5]